# Pod Vyhlídkou
Pod Vyhlídkou je přírodní památka poblíž obce Nebahovy v okrese Prachatice. Důvodem ochrany je zachování rašelinné lesní loučky jako základny pro praktickou výuku biologie.